# Deopalpus decoratus
Deopalpus decoratus är en tvåvingeart som först beskrevs av Camillo Rondani 1851.  Deopalpus decoratus ingår i släktet Deopalpus och familjen parasitflugor. Inga underarter finns listade i Catalogue of Life.